# Sorø (gemeente)
Sorø is een gemeente in de Deense regio Seeland (Sjælland) en telt 29.595 inwoners (2017).
Na de herindeling van 2007 werden de gemeentes Dianalund en Stenlille bij Sorø gevoegd.

## Plaatsen in de gemeente
- Dianalund
- Broby Overdrev
- Fjenneslev
- Frederiksberg
- Skellebjerg
- Tersløse
- Ruds Vedby
- Nyrup
- Stenlille
- Vedde
- Munke Bjergby
- Sorø
- Niløse

Faxe · Greve · Guldborgsund · Holbæk · Kalundborg · Køge · Lejre · Lolland · Næstved · Odsherred · Ringsted · Roskilde · Slagelse · Solrød · Sorø · Stevns · Vordingborg
- International Standard Name Identifier: 0000 0004 0379 1688
- MusicBrainz: 32e59cd6-8a91-453c-aa8b-8c9a61e7ebca